# Skurup (comune)

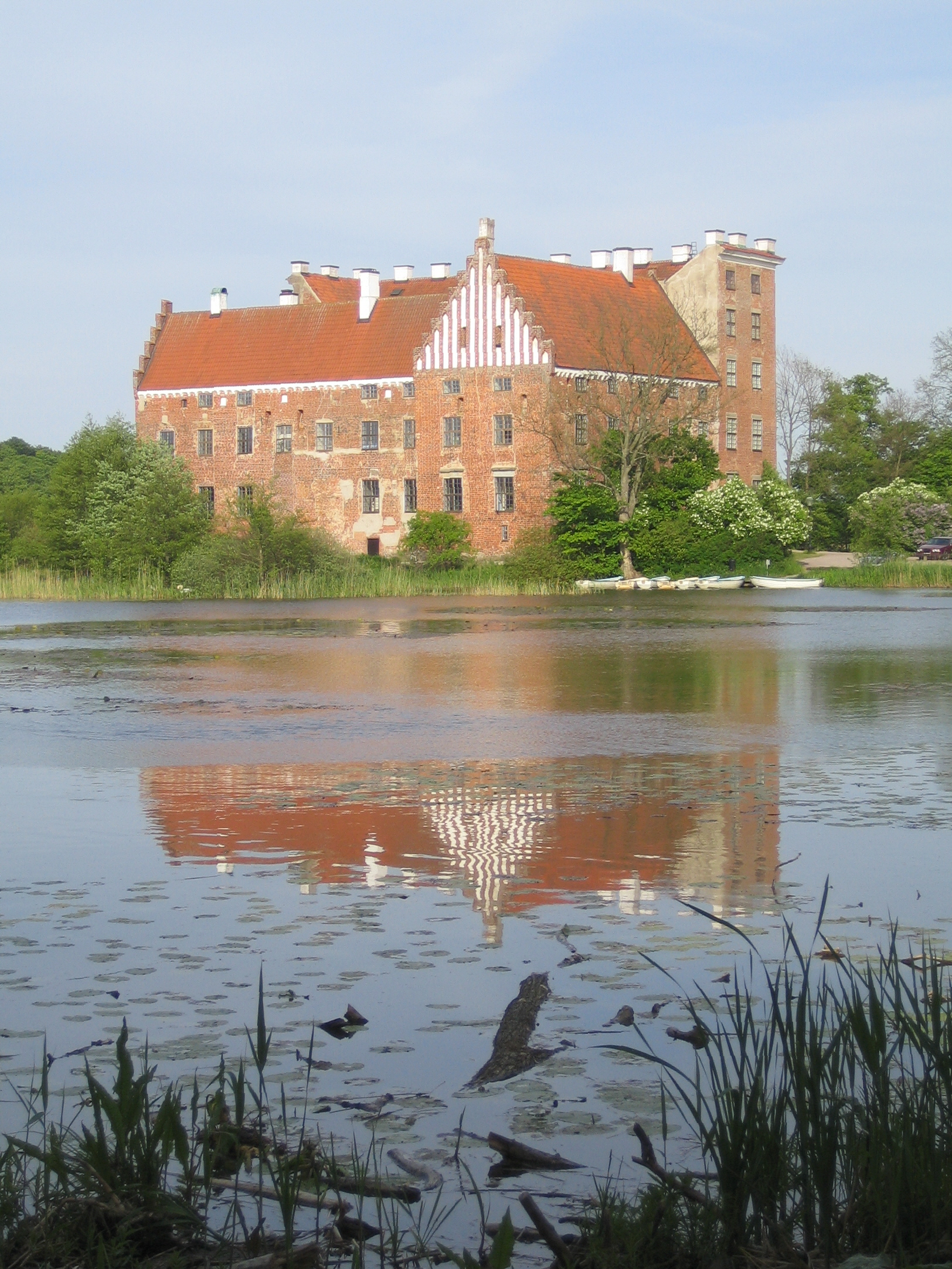
Il castello di Svaneholm

Skurup è un comune svedese di 14 944 abitanti, situato nella contea di Scania. Il suo capoluogo è la cittadina omonima.

## Località
Nel territorio comunale sono comprese le seguenti aree urbane (tätort):
| # | Località | Popolazione |
| - | -------- | ----------- |
| 1 | Skurup   | 6.978       |
| 2 | Rydsgård | 1.301       |
| 3 | Skivarp  | 1.252       |
| 4 | Abbekås  | 708         |

## Amministrazione

### Gemellaggi
- Masłów
- Franzburg/Richtenberg